# Međunarodna organizacija za standardizaciju
Međunarodna organizacija za normizaciju (engleski International Organization for Standardization; kratica ISO) je međunarodno tijelo za donošenje norma koje je sastavljeno od predstavnika raznih nacionalnih normizacijskih tijela. Osnovana 23. veljače 1947., organizacija izdaje industrijske i komercijalne norme.
Iako se ISO definira kao nevladina organizacija, njegova sposobnost donošenja norma koje često postanu zakoni, bilo kroz međunarodne ugovore ili kroz nacionalne norme, čini ga moćnijim od većine nevladinih organizacija. U praksi, ISO se ponaša kao konzorcij usko povezan s vladama. Od svibnja 2011., postoje 162 člana od kojih svaki predstavlja jednu zemlju.
ISO usko surađuje s IEC-om, koji je odgovoran za normizaciju električne opreme.

## Vanjske poveznice
- Službena stranica ISO-a
- Hrvatski zavod za norme
- Svijet kvalitete